# Mastigoteuthidae
Die Mastigoteuthidae sind eine Familie kleiner Tiefseekalmare. Es sind ungefähr 20 Arten in zwei Gattungen bekannt, die im Meso- und Bathypelagial der meisten Ozeane vertreten sind. Einige Wissenschaftler ordnen die Arten aber auch als Unterfamilie Mastigoteuthinae in die Familie Chiroteuthidae ein.

## Beschreibung
Mit einer Größe von 3–15 Zentimetern Mantellänge sind die meisten Arten relativ klein. Das herausragendste Merkmal sind ihre extrem langen Tentakel, die sie bei Bedarf in Taschen an ihrem vierten (und längsten) Armpaar zurückziehen können. Bemerkenswert sind außerdem die eiförmigen Flossen, die bei einigen Arten bis zu 80 % der Mantellänge ausmachen können.
Im Gegensatz zu vielen anderen Kalmararten besitzen die Spezies aus der Familie der Mastigoteuthidae keine besonders verbreiterten Enden ihrer Fangarme, die dafür aber mit sehr kleinen Saugnäpfen (manchmal sogar für das menschliche Auge kaum wahrnehmbar) ausgestattet sind. Letztere weisen eine sehr starke Haftung auf und sind manchmal auf bis zu 70 % der gesamten Tentakellänge zu finden.
Viele Arten sind biolumineszent und verfügen über Leuchtorgane, die sich entweder auf dem Mantel, der Enden der Fangarme oder der Augenoberfläche befinden. Diese Organe enthalten "Linsen" von Chromatophoren, also Pigmentenzellen, die es den Kalmaren erlauben, die Farbe des ausgesendeten Lichts zu verändern. Der Mantel einiger Spezies ist mit konischen oder halbkugelförmigen Höckern übersät. Die Saugnäpfe an den Armen sind mit konischen Zähnen versehen, die entweder groß sind oder auf der distalen Seite angeordnet sind. Die Hautfarbe der Arten ist typischerweise ein sattes Rotbraun.
Die beiden Arten Idioteuthis tyroi und Idioteuthis cordiformis haben in den frühen Entwicklungsstadien vergleichsweise lange Fangenden an ihren Tentakeln.

## Verhalten
Bisher konnten kaum Exemplare dieser Familie in ihrer natürlichen Umgebung beobachtet werden; viele Erkenntnisse wurden anhand der gefangenen Kalmare gewonnen. Lediglich von zwei Arten (Idioteuthis hjorti und Mastigoteuthis magna) ist bekannt, dass sie in vertikaler Stellung mit nach unten zeigendem Kopf über den Meeresboden schweben. Ihre Position halten sie dabei mit Hilfe ihrer großen Flossen. Außerdem halten sie ihre langen Tentakel in gleichem Abstand nach oben gerichtet, so dass sich in Fachkreisen dafür die Bezeichnung "Stimmgabel-Position" eingebürgert hat. Ihre Beutetiere sind größtenteils Krebstiere der Tiefsee.
Obwohl die Arten einen Tintensack besitzen, der ihnen in flacheren Gewässern Schutz vor Fressfeinden ermöglichen würde, sind sie bis jetzt nur in größeren Tiefen beobachtet worden. Außerdem scheint den Kalmaren die Fähigkeit zur schnellen Fortbewegung mit Hilfe ihres Siphons zu fehlen, sie verlassen sich vollständig auf ihre großen Flossen.

## Arten
- Gattung Idioteuthis
  - Idioteuthis cordiformis
  - Idioteuthis danae
  - Idioteuthis famelica
  - Idioteuthis hjorti
  - Idioteuthis latipinna
  - Idioteuthis okutanii
  - Idioteuthis tyroi
- Gattung Mastigoteuthis
  - Mastigoteuthis agassizii
  - Mastigoteuthis atlantica
  - Mastigoteuthis dentata
  - Mastigoteuthis flammea (?)
  - Mastigoteuthis glaukopsis
  - Mastigoteuthis grimaldii
  - Mastigoteuthis inermis
  - Mastigoteuthis magna
  - Mastigoteuthis psychrophila
  - Mastigoteuthis pyrodes
  - Mastigoteuthis schmidti (?)

Die Einordnung der mit einem Fragezeichen versehenen Arten ist noch umstritten.

## Bilder

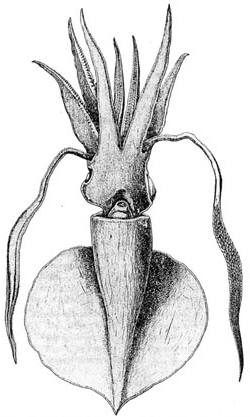
Idioteuthis latipinna
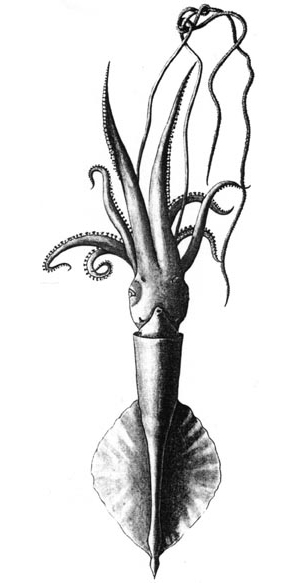
Mastigoteuthis atlantica
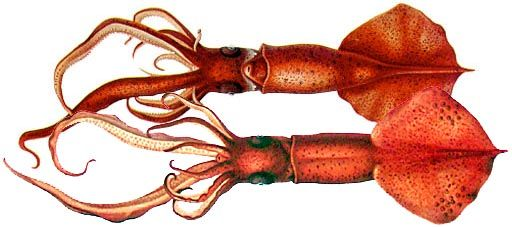
Mastigoteuthis flammea
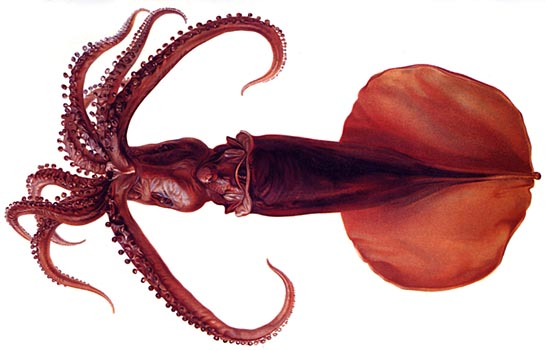
Mastigoteuthis magna